# Боздуган на Президента на Украйна
Президентският боздуган е един от четирите официални символа на Президента на Украйна. Боздуганът символизира приемствеността на вековните исторически традиции на украинската държава, тъй като церемониалните боздугани са символи на властта на казашките атамани от Запорожието. Останалите символи са щандартът, нагръдният знак (колие) и печатът на Президента.
Президентският боздуган е направен от позлатено сребро с инкрустирани общо 64 смарагди и гранати. Боздуганът с общо тегло 750 грама се състои от две кухи части – ударна част (топуз, „ябълка“) и дръжка. Ударната част на боздугана е орнаментирана със златни декоративни медальони и завършва със златен стилизиран венец, украсен с емайл и камъни. Във вътрешността на дръжката се крие стилет с три ръба, на което са гравирани думите „Omnia revertitur“, което означава „Всичко се връща“. Острието се изважда от дръжката с натискане на бутон, декориран с якутски смарагд.
Боздуганът се съхранява в махагоново ковчеже, украсено със златно релефно изображение на украинския герб и подплатено с пурпурно кадифе. Първоначално ковчежето се е заключвало с катинар, но впоследствие катинарът е заместен от позлатена фигура на ангел-пазител, с цел да не се затруднява отварянето на ковчежето по време на церемонии.
Президентският боздуган се използва по време на официални церемонии като полагането на клетва при встъпването в длъжност на Президента на Украйна.